# Anras
Anras é um município da Áustria, situado no distrito de Lienz, no estado do Tirol. Tem 62,05 km² de área e sua população em 2019 foi estimada em 1.227 habitantes.